# Malkinola insulanus
Malkinola insulanus (Millidge, 1991) è un ragno appartenente alla famiglia Linyphiidae.
È l'unica specie nota del genere Malkinola.

## Distribuzione
La specie è stata rinvenuta nell'arcipelago Juan Fernández, al largo delle coste cilene; è un endemismo dell'Isola di Robinson Crusoe.

## Tassonomia
La specie fu denominata originariamente Malkinella insulanus Millidge, 1991. Nel 2007, in sede di revisioni tassonomiche e di omonimie in un lavoro dell'aracnologo Miller, fu cambiata con la denominazione corrente in quanto Malkinella Dybas, 1960, indicava già un genere di coleotteri stafilinidi della famiglia Ptiliidae.
Dal 1991 non sono stati esaminati esemplari, né sono state descritte sottospecie al 2012.